# Jon Lucas
 (novembre 2012).
Si vous disposez d'ouvrages ou d'articles de référence ou si vous connaissez des sites web de qualité traitant du thème abordé ici, merci de compléter l'article en donnant les références utiles à sa vérifiabilité et en les liant à la section « Notes et références ».
Jon Lucas, né le 29 octobre 1976 à Summit (New Jersey), est un scénariste américain. Il a été révélé au grand public grâce au film Very Bad Trip.

## Filmographie

### Télévision
- 2014 : Mixology :
  - (saison 1, épisode 2 : Liv & Ron)
  - (saison 1, épisode 1 : Tom & Maya)

### Cinéma
- 2001 : Rustin
- 2005 : Basket Academy (Rebound)
- 2007 : Full of It
- 2008 : Tout... sauf en famille
- 2009 : Hanté par ses ex
- 2009 : Very Bad Trip
- 2011 : Very Bad Trip 2
- 2011 : Hold-Up
- 2011 : Échange standard
- 2013 : 21 and Over
- 2016 : Bad Moms (coréalisé avec Scott Moore)
- 2017 : Bad Moms 2 (A Bad Moms Christmas) (coréalisé avec Scott Moore)
- 2019 : Jexi (coréalisé avec Scott Moore)